# Desmet Studio's Amsterdam

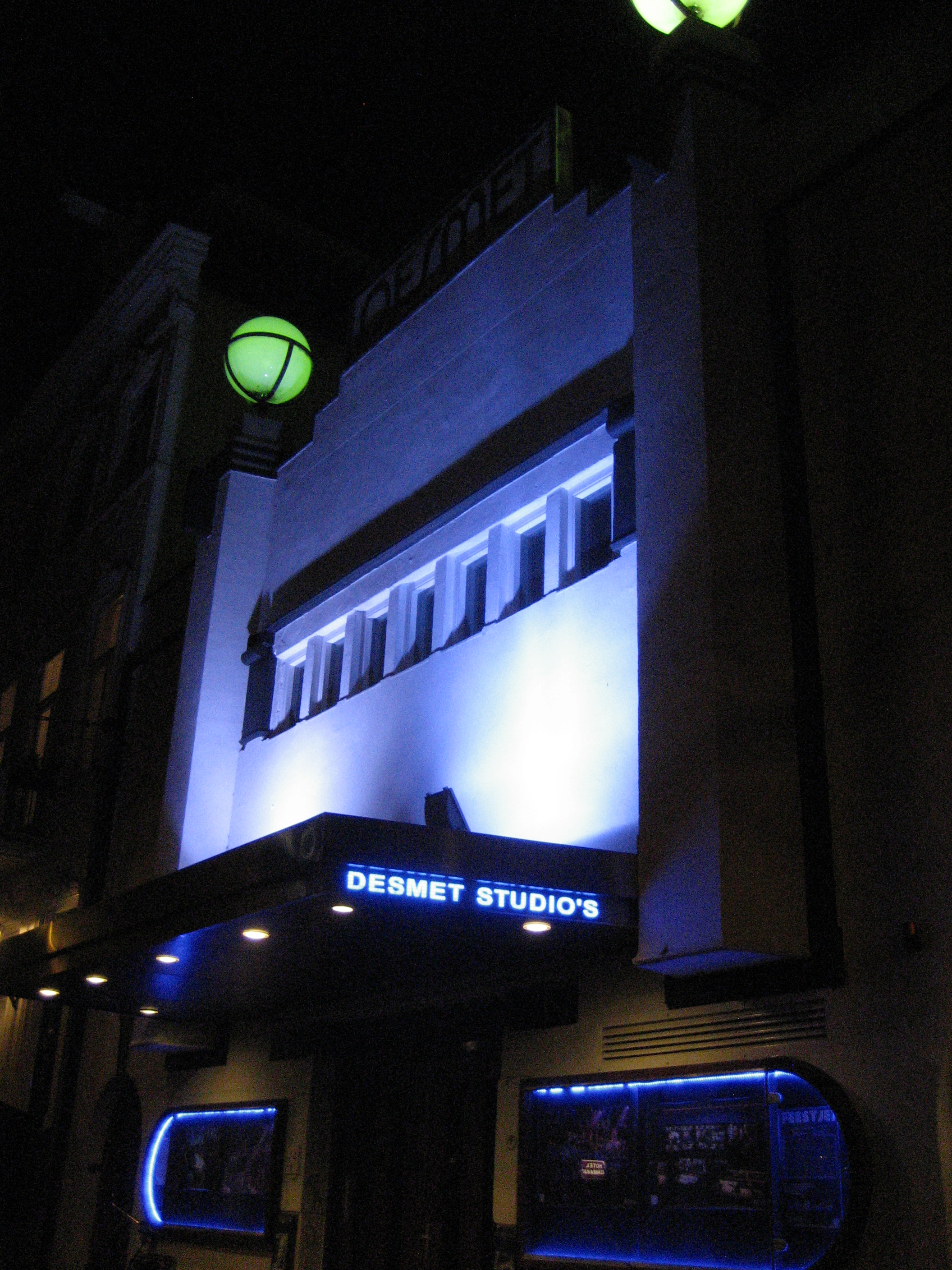
Desmet Studio's

Desmet Studio's Amsterdam est un ensemble de studios de cinéma et de télévision situé dans le quartier du Plantage à l'est d'Amsterdam. Situé sur Plantage Middenlaan, le pôle est installé dans l'ancien cinéma du Theater Desmet à proximité de l'Artis. Le complexe, créé en 1985, est composé de deux studios de télévision, de six studios d'enregistrement ainsi que d'un espace de détente faisant partie intégrante de l'ensemble. Chaque jour, plusieurs émissions radio et TV y sont enregistrées ou diffusées en direct. Une partie des programmes enregistrés dans les studios est gratuitement accessible au public.
Alors que la ville voisine d'Hilversum concentre une grande partie des studios d'enregistrement de la région d'Amsterdam, les studios Desmet constituent, avec la Westergasfabriek (et depuis la fermeture du Studio Plantage en 2011) l'un des deux seuls complexes d'enregistrement encore situés dans l'enceinte de la ville.